# Punta Carreteret
La Punta Carreteret és una muntanya de 389 metres que es troba al municipi de Maials, a la comarca catalana del Segrià.